# Foster City
Foster City – miasto planowane w Stanach Zjednoczonych, w stanie Kalifornia, w hrabstwie San Mateo. Według spisu z 2010 roku miasto miało 30 567 mieszkańców. Miasto znajduje się na 10. miejscu rankingu z 2009 roku miast dobrych do życia opublikowanym przez magazyn Forbes.

## Historia
Miasto założono w 1960 roku w miejscu dawnego składowiska odpadów i bagien w rejonie zatoki San Francisco. Nazwa miasta pochodzi od T. Jacka Fostera, właściciela dużej części gruntów na terenie miasta. Obecnie istniejąca firma Foster Enterprises kierowana przez jego potomków nadal jest aktywną agencją nieruchomości w rejonie zatoki.